# كليم هوسمان
كليم هوسمان (بالإنجليزية: Clem Hausmann) هو لاعب كرة قاعدة ولاعب كرة قدم أمريكي، ولد في 17 أغسطس 1919 في هيوستن في الولايات المتحدة، وتوفي في 29 أغسطس 1972 في باي تاون في الولايات المتحدة. لعب مع بوسطن.

## وصلات خارجية
- كليم هوسمان على موقعبيزبول رفرنس.كوم (الدوري الرئيسي) (الإنجليزية)
- كليم هوسمان على موقع جمعية أبحاث البيسبول الأمريكية (الإنجليزية)